# Fanny Kaplan
Pour les articles homonymes, voir Kaplan.
Fanny Iefimovna Kaplan (en russe : Фа́нни Ефи́мовна Капла́н), née Feïga Khaïmovna Roïtblat (en russe : Фейга Хаимовна Ройтблат) ou Roïdman (en russe : Ройдман), dans l'Empire russe, le 10 février 1890, exécutée à Moscou le 3 septembre 1918, est une militante du Parti socialiste-révolutionnaire russe.

## Biographie

### Famille
Fanny Kaplan est issue d'une famille juive russe. 

### Tentative d'assassinat de Lénine
Pendant la guerre civile russe, les socialistes révolutionnaires organisent une tentative d'assassinat de Lénine le 30 août 1918. 
Lénine visite ce jour-là l'usine Michelson (завод Михельсона) de Moscou. Lorsqu'il quitte le bâtiment pour regagner son véhicule, Fanny Kaplan l'interpelle. Quand Lénine se tourne vers elle, elle tire trois coups de feu. L'une des balles passe à travers le manteau de Lénine, les deux autres le touchent à l'épaule gauche et au poumon. Lénine retourne dans ses appartements au Kremlin. Il craint un autre attentat contre lui et refuse de quitter la sécurité du Kremlin pour se faire soigner. Les médecins arrivés pour le soigner se déclarent incapables de retirer les balles en dehors d'un hôpital. Cependant, il survit.
Kaplan est arrêtée et interrogée par la Tchéka. Elle déclare : « Je m'appelle Fanny Kaplan. J'ai tiré sur Lénine aujourd'hui. Je l'ai fait volontairement. Je ne dirai pas d'où provient le revolver. J'étais résolue à tuer Lénine depuis longtemps. Je le considère comme un traître à la Révolution. J'ai été exilée à Akatouï (en) pour avoir participé à la tentative d'assassinat du tsar à Kiev. J'ai passé là-bas sept ans à travailler dur. J'ai été libérée après la Révolution. J'étais en faveur de l'assemblée constituante et je le suis toujours. »

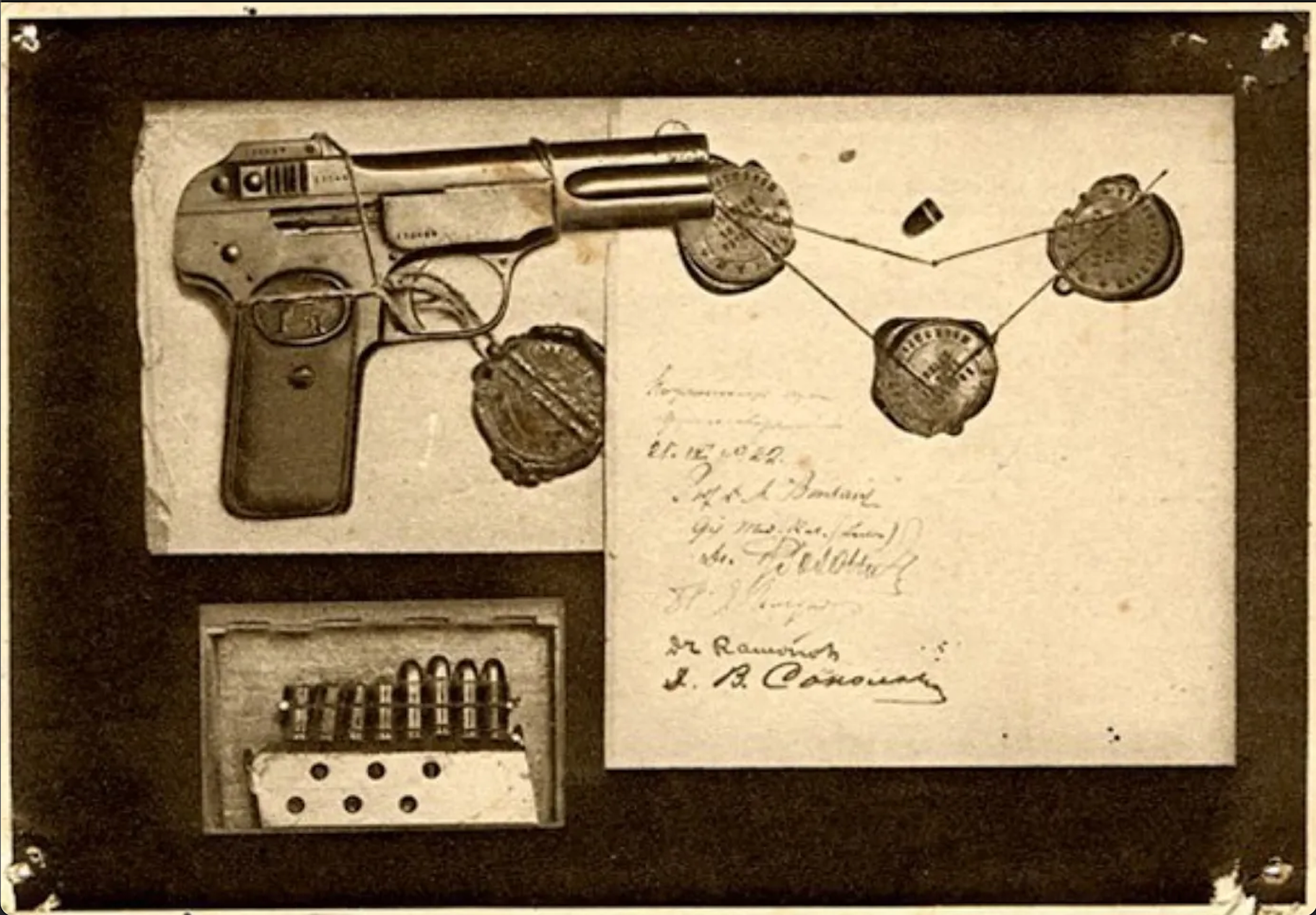
Le pistolet FN Browning M1900 (calibre 32 ACP) que Fanny Kaplan a utilisé lors de sa tentative d'assassinat contre Lénine, en 1918.

Son arme, un pistolet FN M1900 en calibre 32 ACP, a été fournie par Boris Savinkov. Fanny Kaplan est exécutée sans jugement le 3 septembre 1918. Elle est battue à mort, puis son corps est aspergé d'essence et brûlé dans la cour de la Tchéka.  Elle déclare avant de mourir : « J'ai tiré sur Lénine parce que je le considère comme un traître au socialisme et parce que son existence discrédite le socialisme. Je suis sans réserves pour le gouvernement de Samara et pour la lutte contre l'Allemagne aux côtés des Alliés. » Quelques jours plus tard, Grigori Petrovski, commissaire du peuple à l'Intérieur, encourage les exécutions et déclare : « Il est grand temps de mettre fin à toute cette mollesse et à cette sentimentalité. » Le 5 septembre, le Conseil des commissaires du peuple publie le décret officialisant la terreur rouge.